# Calyptommatus
Calyptommatus es un género de lagartos de la familia Gymnophthalmidae. Son endémicos de Brasil. 

## Especies
Se reconocen a las siguientes especies:
- Calyptommatus confusionibus Rodrigues, Zaher & Curcio, 2001
- Calyptommatus leiolepis Rodrigues, 1991
- Calyptommatus nicterus Rodrigues, 1991
- Calyptommatus sinebrachiatus Rodrigues, 1991